# Willem Marius Docters van Leeuwen
Willem Marius Docters van Leeuwen (Batavia, 16 maart 1880 - Leersum, 25 februari 1960) was een Nederlandse botanicus en entomoloog. 
Hij studeerde biologie aan de Universiteit van Amsterdam, waar hij in 1905 afstudeerde. In 1907 promoveerde hij aan deze universiteit op het proefschrift Over den fijnen bouw en de veranderingen gedurende de metamorphose van het darmkanaal en zijn aanhangselen van Isosoma graminicola Giraud. 
In 1908 en 1909 was hij als entomoloog werkzaam bij het proefstation in Salatiga (Midden-Java). Tussen 1909 en 1915 was hij leraar natuurlijke historie aan een middelbare school in Semarang. Tussen 1915 en 1919 was hij naast leraar natuurlijke historie tevens directeur van een middelbare school in Bandung. Docters van Leeuwen hield zich gedurende zijn verblijf op Java onder meer bezig met de studie van galappels, symbiose van mieren en planten, biologie van bloemen, de verspreiding van zaden, bergflora en de successie van nieuwe flora op Krakatau. Tussen 1918 en 1932 was hij directeur van 's Lands Plantentuin te Buitenzorg en in die functie nam hij in 1926 als botanicus deel aan de Amerikaans-Nederlandse Centraal Nieuw-Guinea Expeditie. Tussen 1926 en 1932 was hij tevens buitengewoon hoogleraar aan de Klinische School in Batavia. Tussen 1916 en 1932 was hij corresponderend lid van de Koninklijke Nederlandse Akademie van Wetenschappen. 
In 1932 vertrok hij naar Nederland waar hij zich vestigde in Leersum. Tussen 1942 en 1950 was hij bijzonder hoogleraar tropische plantkunde aan de Universiteit van Amsterdam. Zijn hoogleraarschap werd gefinancierd door het Koninklijk Instituut voor de Tropen. 